# NGC 1540
NGC 1540 este o interacțiune de galaxii situată în constelația Eridanul. A fost descoperită în 6 noiembrie 1834 de către John Herschel.